# Стефан Олсдал
Стефан Алекандар Бо Олсдал (Гетеборг, 31. март 1974) је басиста / гитариста алтернативног рок бенда Пласибо и део је електронског бенда Дигитал 21 + Стефан Олсдал.